# Alex Bogomolov Jr.
Aleksandr Aleksandrovič Bogomolov, soprannominato Bogie (in russo Александр Александрович Богомолов?; Mosca, 23 aprile 1983), è un allenatore di tennis ed ex tennista russo.

## Carriera

### Tennista
Nel settembre 2004 disputa la sua prima finale ATP nel torneo di doppio del China Open a Pechino in coppia con Taylor Dent e viene sconfitto dalla coppia formata da Justin Gimelstob e Graydon Oliver.
Dopo gli Australian Open 2005 è risultato positivo a un test anti-doping, la sostanza incriminata era il salbutamolo che Bogomolov ha dichiarato di essere causata da un medicinale contro l'asma. È stato stabilito che la sostanza non è stata presa per migliorare le prestazioni sportive, quindi la sospensione, inizialmente prevista di due anni, è stata ridotta a un mese e mezzo. Bogomolov ha dovuto restituire anche i soldi e i punti in classifica guadagnati con i risultati al torneo australiano.
Nel marzo 2011 fa parlare di sé al Miami Masters, dove sconfigge al secondo turno il numero 5 del mondo Andy Murray. Da allora trova fiducia in sé stesso e continuità di gioco, e diventa prima un top 100 stabile, e poi, con una buona stagione sul cemento americano entra nei top 50. Il suo migliore risultato nei tornei del Grande Slam è il terzo turno raggiunto al Torneo di Wimbledon 2011 dove viene sconfitto da Tomáš Berdych. Sempre a Wimbledon 2011 raggiunge per la prima volta il secondo turno in una prova dello Slam, in coppia con Ivo Karlović, e vengono eliminati dai gemelli Bryan. In luglio conquista il suo unico titolo ATP nel torneo di doppio ad Atlanta in coppia con Matthew Ebden, sconfiggendo in finale Matthias Bachinger e Frank Moser con il punteggio di 3–6, 7–5, [10–8].
Nel corso del 2011 raggiunge inoltre nei tornei ATP in singolare 4 volte i quarti di finale e due semifinali, la prima in luglio a Los Angeles e la seconda a fine ottobre a San Pietroburgo. Alla fine di questo torneo raggiunge la sua migliore classifica ATP salendo al 33º posto. A fine anno riceve il premio per il giocatore maggiormente migliorato durante la stagione, che aveva cominciato al 166º posto del ranking. Nel dicembre 2011 l'ITF gli consente di cambiare nazionalità tennistica e passare alla Russia (ha infatti il doppio passaporto), per giocare la Coppa Davis.
Nel gennaio 2012 arriva nei quarti a Sydney, che rimarrà il suo miglior risultato in singolare della stagione. Agli Australian Open è per la prima volta testa di serie in uno Slam (la nº 32), ma esce di scena al secondo turno per mano di Michaël Llodra, che si impone 6-4 al quinto set. In febbraio fa il suo esordio nella squadra russa di Coppa Davis, subendo una sconfitta in doppio e una in singolare nella sfida persa 3-2 a con l'Austria. Nella prima parte della stagione raggiunge in doppio tre volte i quarti di finale e la semifinale all'ATP 500 di Rotterdam, in aprile fissa il proprio best ranking di specialità al 62º posto. Nel torneo di doppio degli US Open 2012 si spinge fino al terzo turno insieme a Raven Klaasen. In settembre viene sconfitto nei due incontri in cui viene schierato anche nel play-off di Davis perso 5-0 con il Brasile. Il mese seguente raggiunge la semifinale in doppio a Mosca insieme a Carlos Berlocq. Vincerà il suo unico incontro di Davis nell'ottobre 2013 superando Jacob De Klerk, contribuendo alla vittoria per 5-0 della Russia sul Sudafrica.

### Allenatore
Dopo il ritiro dall'agonismo, Bogomolov fonda la sua accademia di tennis a Concord, in Carolina del Nord. Nel 2020 diventa il coach di Jack Sock, reduce da diversi problemi fisici che l'hanno fatto uscire dalla top 100 del ranking.

## Vita privata
Alex è divorziato dalla collega Ashley Harkleroad, con la quale è stato sposato per due anni. Con la seconda moglie Luana ha messo al mondo i figli Maddox e Zoya dopo essersi trasferito a Concord.

## Statistiche

### Doppio

#### Vittorie (1)
| Legenda                     |
| Grande Slam (0)             |
| Tennis Masters Cup (0)      |
| ATP Masters Series (0)      |
| ATP Championship Series (0) |
| ATP Tour (1)                |

| Titoli per superficie |
| Cemento (1)           |
| Terra rossa (0)       |
| Erba (0)              |
| Sintetico (0)         |

| N° | Data           | Torneo                                | Superficie | Compagno      | Avversari in finale            | Punteggio        |
| 1. | 24 luglio 2011 | Atlanta Tennis Championships, Atlanta | Cemento    | Matthew Ebden | Matthias Bachinger Frank Moser | 3–6, 7–5, [10–8] |

#### Finali perse (1)
| N° | Data              | Torneo              | Superficie | Compagno    | Avversari in finale             | Punteggio        |
| 1. | 13 settembre 2004 | China Open, Pechino | Cemento    | Taylor Dent | Justin Gimelstob Graydon Oliver | 6-4, 4-6, 6(6)-7 |